# 134124 Субіракс
134124 Субіракс (134124 Subirachs) — астероїд головного поясу, відкритий 2 січня 2005 року.
Тіссеранів параметр щодо Юпітера — 3,174.